# Provincia de Pazardzhik
La provincia de Pazardzhik (en búlgaro: Област Пазарджик), es una provincia u óblast ubicado en el suroeste de Bulgaria. Limita al norte con la provincia de Sofía; al este con la de Plovdiv; al sur con la de Smolyan y al oeste con la de Blagoevgrad.

## Subdivisiones
La provincia está integrada por once municipios:
- Batak.
- Belovo.
- Bratsigovo.
- Lesichovo.
- Panagyurishte.
- Pazardzhik
- Peshtera.
- Rakitovo.
- Septemvri.
- Strelcha.
- Velingrad.